# Pont romà sobre l'Odivelas

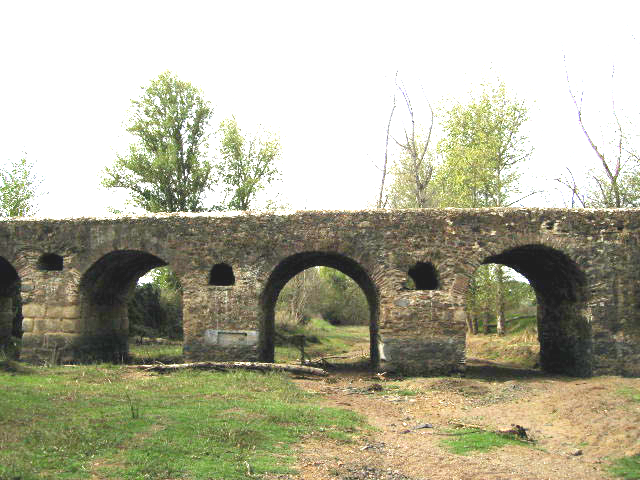
Pont de Vila Ruiva, Cuba: vista dels arcs de volta perfecta

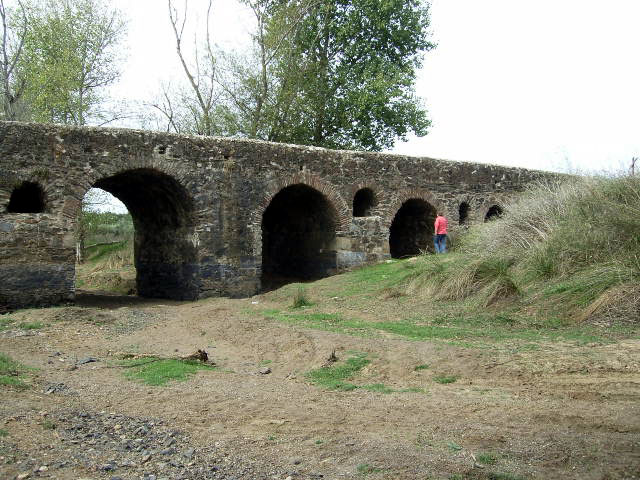
Pont de Vila Ruiva

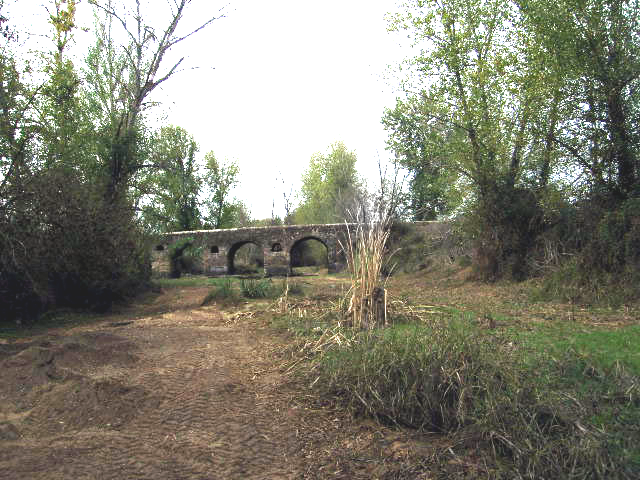
Pont de Vila Ruiva: jaç del riu, sec

El pont romà sobre l'Odivelas, també anomenat pont de Vila Ruiva, a l'Alentejo, es troba sobre el curs de l'Odivelas, a la freguesia de Vila Ruiva, al municipi de Cuba, districte de Beja, a Portugal.
És a prop d'1,5 quilòmetre de Vila Ruiva si es pren la carretera EN258 entre Alvito i Vidigueira.(1)

## Història
És un antic pont romà, en ús fins als nostres dies. A causa de la seua amplària, però, només es travessa en un sentit.
Devia integrar l'antiga via romana que, de Faro i Beja, seguia cap a Évora i Mèrida.
Presenta diferents fases constructives. Se suposa que l'estructura originària, els tres primers pilars de granit, daten d'entre el segle I ae i el segle I. Hi apareixen reconstruccions i afegits, datables probablement del segle V i XI, que utilitzen material romà antic i també materials nous de l'època.
Està classificat com a Monument Nacional des de 1967.(1)
La vista actual del pont és incompleta, doncs a causa d'un ensorrament, 15 arcs i ulls no es poden veure, perquè estan soterrats parcialment.

## Característiques
Té 120 m de longitud, 4,9 m d'amplària i una alçada màxima de 5,3 m.
La pista sobre el pont és rampant i, al llarg del pont, corre un parapet de baix nivell. El pont s'alça damunt un total de 20 arcs, dels quals tretze tenen una volta perfecta amb buits de grandàries diferents. Intercalats amb els pilars hi ha els ulls, també amb buits de grandàries diferents.